# 切霍韋齊河
切霍韋齊河（烏克蘭語：Чеховець），是烏克蘭的河流，位於該國西部外喀爾巴阡州，屬於里卡河的支流，流經胡斯特區，河道全長17公里，流域面積56.6平方公里。